# Nikola Miličević (astronom)
Nikola Miličević (6. června 1887 Zvečanje u Omiše – 3. června 1963 klášter Blaca na Brači) byl chorvatský astronom.

Dětství v době školní docházky strávil na ostrově Brač v klášteře Blaca, kde byl představeným jeho strýc Nikola Miličević (1846–1923). Od desíti let studoval na gymnáziu ve Splitu a později v Zadaru. Po maturitě vystudoval zadarský seminář. Po vysvěcení na kněze v roce 1910 se vrátil na Brač.
Během studií se začal zajímat o astronomii. Dopisoval si s Leo Brennerem, chorvatským astronomem. V roce 1912 Nikola Miličević poprvé publikoval v odborném časopise Astronomische Nachrichten výsledky svých pozorování a výpočtů dráhy komety 8P/Tuttle. Ve stejném roce začal v klášteře Blaca vydávat časopis Mladi zvjezdar. Strýc jeho zájem podporoval a umožnil mu studia astronomie na Filozofické fakultě Vídeňské univerzity, kde se ho ujal profesor Edmund Weiss, dlouholetý ředitel univerzitní astronomické observatoře. Profesor Weiss odkázal Miličevićovi rozsáhlou astronomickou knihovnu, která byla po Weissově smrti v roce 1917 přestěhována do klástera Blaca.
Po ukončení studia ve Vídni se Nikola Miličević vrátil do kláštera Blaca, kde si vybudoval astronomickou observatoř. V roce 1923 se po smrti svého strýce, představeného kláštera, stal jeho nástupcem. Současně byl také uznávaným astronomem, kterého navštěvovali astronomové z okolních zemí. Zabýval se zkoumáním dvojhvězd a hledal komety a novy. Pro svá pozorování zakoupil v roce 1926 teleskop, který byl největší v této části Evropy.
Nikola Miličević byl posledním mnichem a představeným kláštera Blaca. Žil zde až do své smrti v roce 1963. Na jeho počest a počest jeho observatoře byly v roce 1999 pojmenovány planetky 10241 Miličević a 10645 Brač.